# Sesto Furio Medullino Fuso
Sesto Furio Medullino Fuso (in latino Sextus Furius Medullinus Fusus; fl. V secolo a.C.) è stato un politico romano del V secolo a.C.

## Biografia
Sesto Furio apparteneva alla gens Furia, una delle famiglie patrizie più antiche e nobili di Roma, che si ritiene originaria di Tusculum, come attestano numerose iscrizioni tombali trovate. Fu il primo membro della gens a essere eletto console nel 488 a.C., con Spurio Nauzio Rutilo per collega. Durante il loro consolato Roma fu assediata dai Volsci, condotti da Coriolano, che era stato in precedenza esiliato da Roma, e da Attio Tullio. I consoli approntarono la difesa della città, ma i plebei li implorarono di ricercare la pace. Il Senato inviò allora una delegazione, composta da cinque ex-consoli, Marco Minucio Augurino, Postumio Cominio Aurunco, Spurio Larcio, Publio Pinario Mamercino Rufo e Quinto Sulpicio Camerino Cornuto presso le Fossae Cluiliae, una località a cinque miglia da Roma dove Coriolano aveva posto il suo accampamento.
Marco Minucio, che durante il suo consolato si era opposto fermamente all'esilio di Coriolano, parlò anche a nome degli altri per perorare la pace, ma il suo lungo discorso non riuscì a far desistere Coriolano dal proposito di distruggere Roma: il generale ribatté duramente, congedando quindi gli ambasciatori. Anche un loro secondo tentativo, quando Coriolano neppure li ammise all'interno del campo, fallì, né miglior sorte ebbero dei sacerdoti venuti all'accampamento a supplicare il generale. In seguito Coriolano venne raggiunto dalla madre Veturia e dalla moglie Volumnia che lo convinsero a interrompere l'assedio e a ritirarsi.